# Lalandusse
Lalandusse est une commune du Sud-Ouest de la France, située dans le département de Lot-et-Garonne, en région Nouvelle-Aquitaine.

## Géographie

### Localisation
La commune de Lalandusse est située dans le nord du département de Lot-et-Garonne, en limite de celui de la Dordogne. Elle est bordée au nord sur quatre kilomètres et demi par le Dropt, face à Plaisance et Saint-Aubin-de-Cadelech, et à l'ouest sur quatre kilomètres par son affluent de rive gauche le ruisseau de Lacalège, face à Lauzun.
Le bourg est situé, en distances orthodromiques, dix kilomètres à l'est de la bastide d'Eymet et quinze kilomètres à l'est-nord-est de Miramont-de-Guyenne.
Entre Castillonnès et Lauzun, la commune est desservie par la route départementale 1 qui passe 500 mètres au sud du bourg.

### Communes limitrophes
Lalandusse est limitrophe de cinq autres communes dont deux dans le département de la Dordogne.
Les communes limitrophes sont  Cahuzac, Douzains, Lauzun, Plaisance et Saint-Aubin-de-Cadelech.
| Saint-Aubin-de-Cadelech (Dordogne) | Plaisance (Dordogne) |         |
| Lauzun                             | Lalandusse           | Cahuzac |
|                                    | Douzains             |         |

### Climat
Pour des articles plus généraux, voir Climat de la Nouvelle-Aquitaine et Climat de Lot-et-Garonne.
Historiquement, la commune est exposée à un climat océanique aquitain.  
En 2020, Météo-France publie une typologie des climats de la France métropolitaine dans laquelle la commune est exposée à un climat océanique et est dans la région climatique Aquitaine, Gascogne, caractérisée par une pluviométrie abondante au printemps, modérée en automne, un faible ensoleillement au printemps, un été chaud (19,5 °C), des vents faibles, des brouillards fréquents en automne et en hiver et des orages fréquents en été (15 à 20 jours).
Pour la période 1971-2000, la température annuelle moyenne est de 12,7 °C, avec une amplitude thermique annuelle de 14,9 °C. Le cumul annuel moyen de précipitations est de 830 mm, avec 11,9 jours de précipitations en janvier et 6,9 jours en juillet. Pour la période 1991-2020, la température moyenne annuelle observée sur la station météorologique la plus proche, située sur la commune de Cancon à 15 km à vol d'oiseau, est de 13,4 °C et le cumul annuel moyen de précipitations est de 852,4 mm,. Pour l'avenir, les paramètres climatiques de la commune estimés pour 2050 selon différents scénarios d’émission de gaz à effet de serre sont consultables sur un site dédié publié par Météo-France en novembre 2022.

### Milieux naturels et biodiversité

#### Zones naturelles d'intérêt écologique, faunistique et floristique

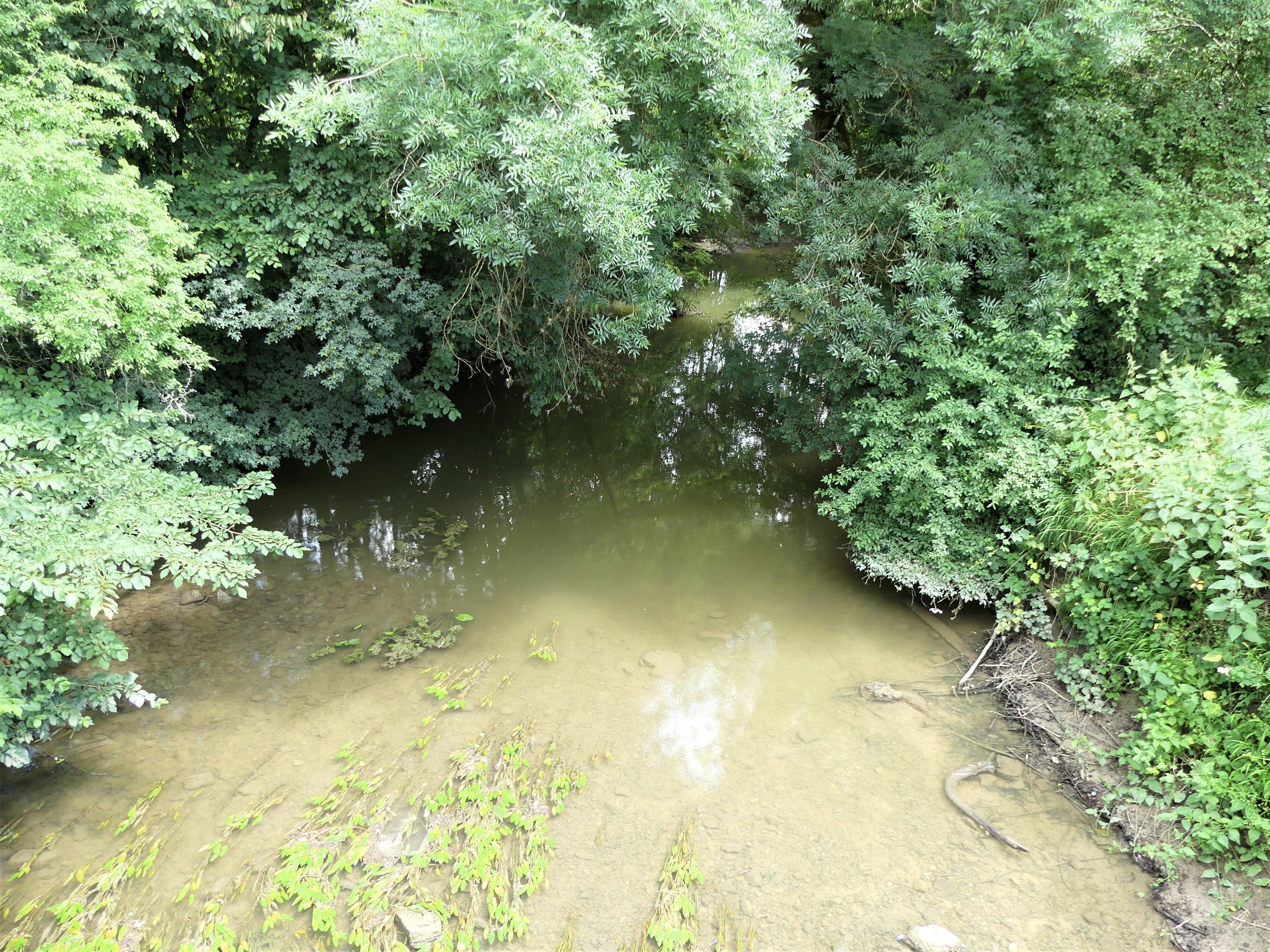
Le Dropt en limite de Lalandusse (à droite) et Falgueyrat (commune de Plaisance).

L'inventaire des zones naturelles d'intérêt écologique, faunistique et floristique (ZNIEFF) a pour objectif de réaliser une couverture des zones les plus intéressantes sur le plan écologique, essentiellement dans la perspective d’améliorer la connaissance du patrimoine naturel national et de fournir aux différents décideurs un outil d’aide à la prise en compte de l’environnement dans l’aménagement du territoire.
En 2024, une ZNIEFF est recensée sur la commune d’après l'INPN.
Cette ZNIEFF de type 2, la « vallée du Dropt », concerne les prairies humides ou inondables sur la presque totalité de son cours dans les départements de la Dordogne et de Lot-et-Garonne et les vallées de certains de ses affluents, d'amont en aval : le ruisseau de Moulinio, le Brayssou et son affluent le ruisseau de Pont Traucat et ses sous-affluents (le Catory et le ruisseau de Fonsalade), la Bournègue et ses affluents (le Pontet, le Noël et le Pontillou), la Douyne, la Banège et son affluent le Courbarieux, le ruisseau de Lacalège et l'Escourou, jusqu'à sa confluence avec ce dernier cours d'eau, sur trente-trois communes, depuis Capdrot à l'est jusqu'à Eymet, Agnac et La Sauvetat-du-Dropt,. Elle concerne le nord de la commune de Lalandusse où le Dropt sert de limite départementale avec la Dordogne, face aux communes de Plaisance (ancienne commune de Falgueyrat) et Saint-Aubin-de-Cadelech.
L'intérêt majeur de cette ZNIEFF réside dans la présence de quatre espèces déterminantes de plantes phanérogames, la Fritillaire pintade (Fritillaria meleagris), la Jacinthe romaine (Bellevalia romana), l'Orchis à fleurs lâches, (Anacamptis laxiflora) et l'Orchis incarnat (Dactylorhiza incarnata subsp. incarnata).

## Urbanisme

### Typologie
Au 1er janvier 2024, Lalandusse est catégorisée commune rurale à habitat très dispersé, selon la nouvelle grille communale de densité à sept niveaux définie par l'Insee en 2022.
Elle est située hors unité urbaine et hors attraction des villes,.

### Occupation des sols

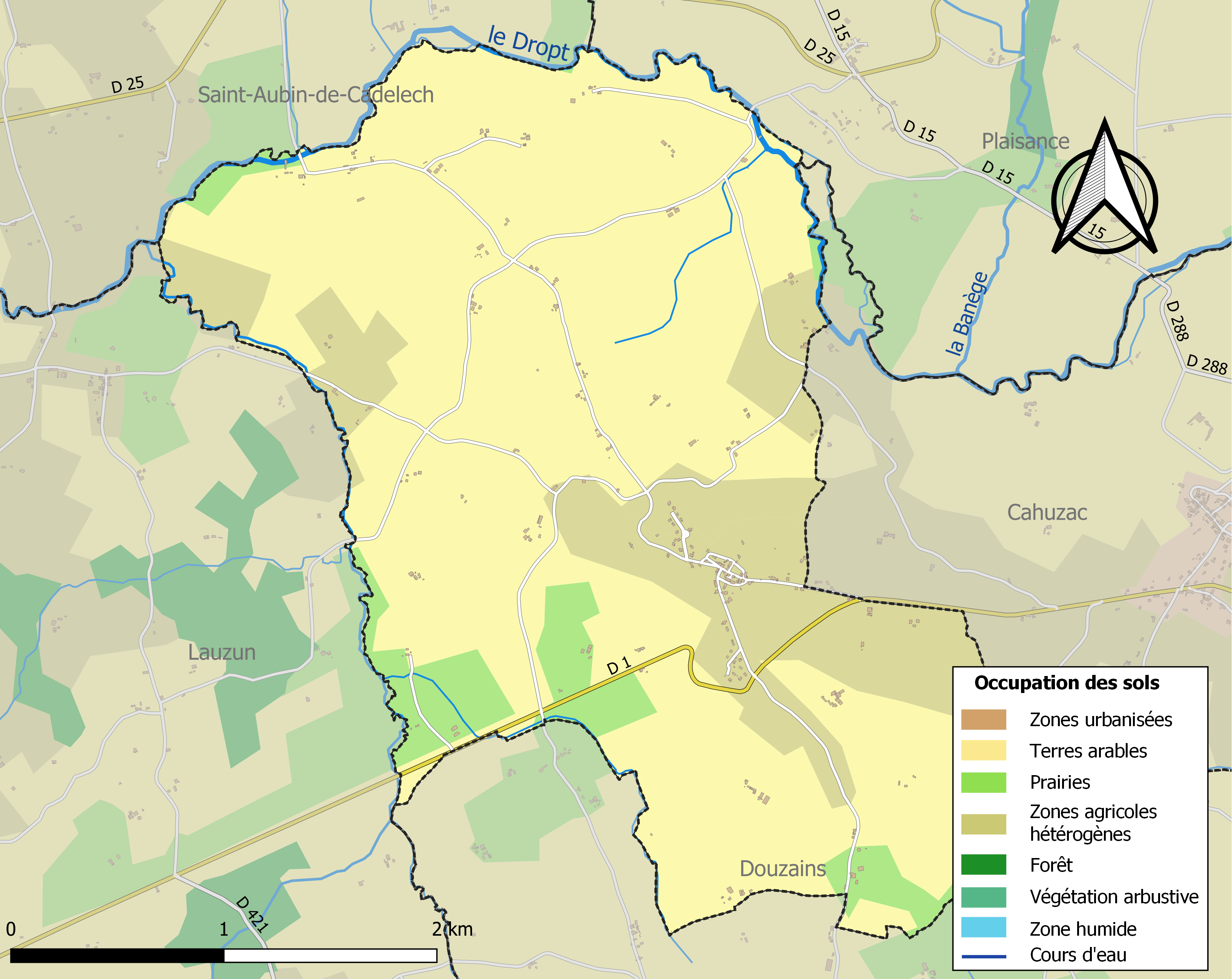
Carte des infrastructures et de l'occupation des sols de la commune en 2018 (CLC).

L'occupation des sols de la commune, telle qu'elle ressort de la base de données européenne d’occupation biophysique des sols Corine Land Cover (CLC), est marquée par l'importance des territoires agricoles (100 % en 2018), une proportion identique à celle de 1990 (100 %). La répartition détaillée en 2018 est la suivante : 
terres arables (73,3 %), zones agricoles hétérogènes (19,7 %), prairies (7,1 %). L'évolution de l’occupation des sols de la commune et de ses infrastructures peut être observée sur les différentes représentations cartographiques du territoire : la carte de Cassini (XVIIIe siècle), la carte d'état-major (1820-1866) et les cartes ou photos aériennes de l'IGN pour la période actuelle (1950 à aujourd'hui).

### Risques majeurs
Le territoire de la commune de Lalandusse est vulnérable à différents aléas naturels : météorologiques (tempête, orage, neige, grand froid, canicule ou sécheresse), inondations et séisme (sismicité très faible). Un site publié par le BRGM permet d'évaluer simplement et rapidement les risques d'un bien localisé soit par son adresse soit par le numéro de sa parcelle.
Certaines parties du territoire communal sont susceptibles d’être affectées par le risque d’inondation par une crue à  débordement lent de cours d'eau, notamment le Dropt. La commune a été reconnue en état de catastrophe naturelle au titre des dommages causés par les inondations et coulées de boue survenues en 1982, 1993, 1994, 1999 et 2009,.

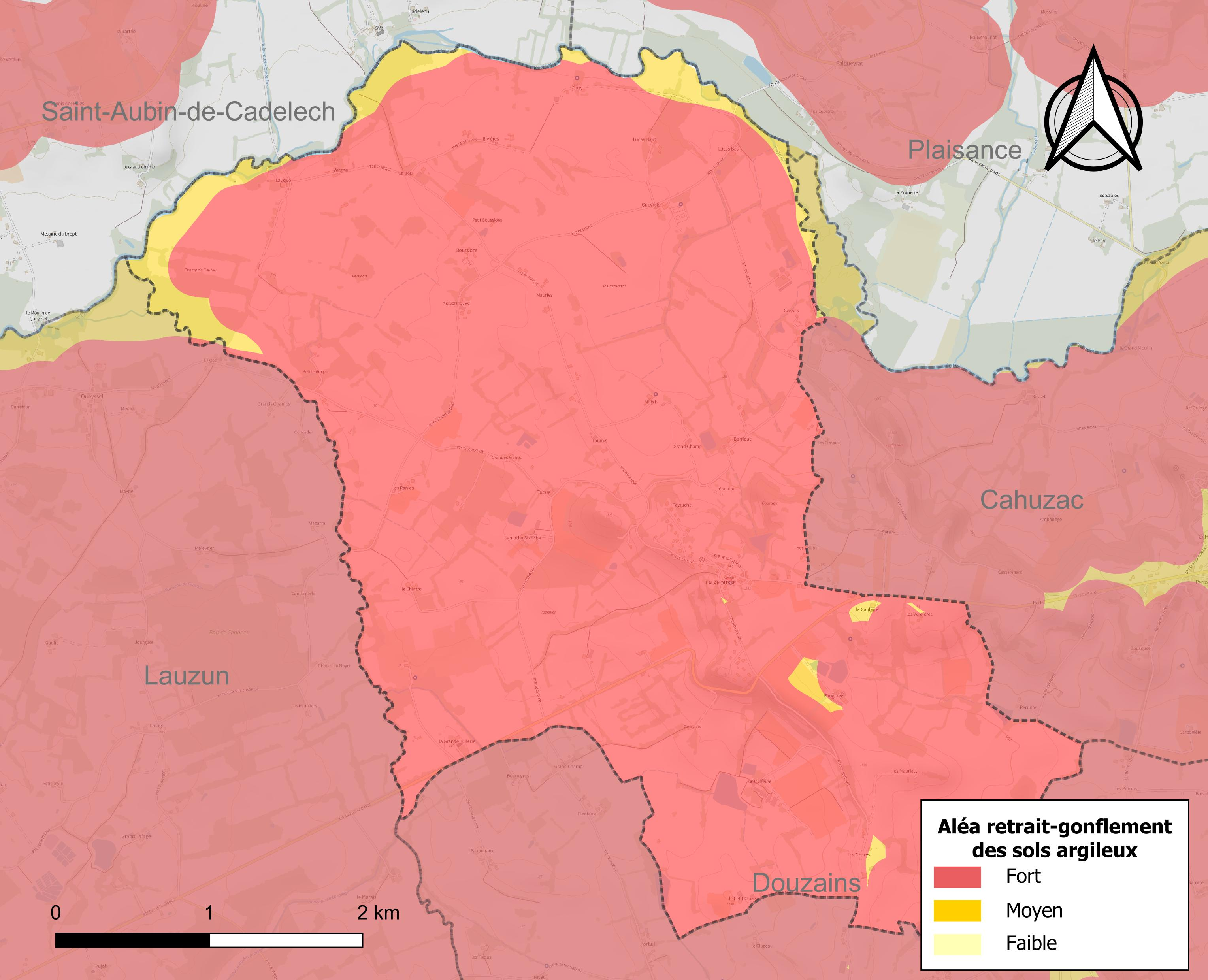
Carte des zones d'aléa retrait-gonflement des sols argileux de Lalandusse.

Le retrait-gonflement des sols argileux est susceptible d'engendrer des dommages importants aux bâtiments en cas d’alternance de périodes de sécheresse et de pluie. 99,8 % de la superficie communale est en aléa moyen ou fort (91,8 % au niveau départemental et 48,5 % au niveau national). Depuis le 1er octobre 2020, en application de la loi ELAN, différentes contraintes s'imposent aux vendeurs, maîtres d'ouvrages ou constructeurs de biens situés dans une zone classée en aléa moyen ou fort,.
Concernant les mouvements de terrains, la commune a été reconnue en état de catastrophe naturelle au titre des dommages causés par des mouvements de terrain en 1999.

## Politique et administration

### Liste des maires
| Période                                  | Période  | Identité            | Étiquette | Qualité                                         |
| ---------------------------------------- | -------- | ------------------- | --------- | ----------------------------------------------- |
| Les données manquantes sont à compléter. |          |                     |           |                                                 |
|                                          |          |                     |           |                                                 |
| avant 1988                               | 1995     | Antoine Rossetti    |           |                                                 |
| juin 1995 (réélu en mai 2020)            | En cours | Christian Dieudonné |           | Professeur d'arts martiaux et retraité agricole |

### Jumelages
En mai 2024, la commune québécoise de Trois-Pistoles se jumelle avec l'association « Rive du Dropt » qui regroupe sept communes françaises de la Dordogne et de Lot-et-Garonne, dont Lalandusse.

## Population et société

### Démographie
L'évolution du nombre d'habitants est connue à travers les recensements de la population effectués dans la commune depuis 1793. Pour les communes de moins de 10 000 habitants, une enquête de recensement portant sur toute la population est réalisée tous les cinq ans, les populations de référence des années intermédiaires étant quant à elles estimées par interpolation ou extrapolation. Pour la commune, le premier recensement exhaustif entrant dans le cadre du nouveau dispositif a été réalisé en 2007.

En 2022, la commune comptait 221 habitants, en évolution de +0,45 % par rapport à 2016 (Lot-et-Garonne : −0,18 %, France hors Mayotte : +2,11 %).
| 1793  | 1800 | 1806 | 1821 | 1831 | 1836 | 1841 | 1846 | 1851 |
| ----- | ---- | ---- | ---- | ---- | ---- | ---- | ---- | ---- |
| 1 200 | 562  | 566  | 613  | 657  | 636  | 604  | 614  | 617  |

| 1856 | 1861 | 1866 | 1872 | 1876 | 1881 | 1886 | 1891 | 1896 |
| ---- | ---- | ---- | ---- | ---- | ---- | ---- | ---- | ---- |
| 563  | 511  | 509  | 511  | 470  | 474  | 456  | 391  | 366  |

| 1901 | 1906 | 1911 | 1921 | 1926 | 1931 | 1936 | 1946 | 1954 |
| ---- | ---- | ---- | ---- | ---- | ---- | ---- | ---- | ---- |
| 335  | 350  | 331  | 289  | 281  | 338  | 306  | 275  | 245  |

| 1962 | 1968 | 1975 | 1982 | 1990 | 1999 | 2006 | 2007 | 2012 |
| ---- | ---- | ---- | ---- | ---- | ---- | ---- | ---- | ---- |
| 206  | 181  | 155  | 163  | 163  | 184  | 186  | 186  | 214  |

| 2017 | 2022 | - | - | - | - | - | - | - |
| ---- | ---- | - | - | - | - | - | - | - |
| 222  | 221  | - | - | - | - | - | - | - |

## Culture locale et patrimoine

### Lieux et monuments
- Église Notre-Dame de Lalandusse, avec clocher-porche.

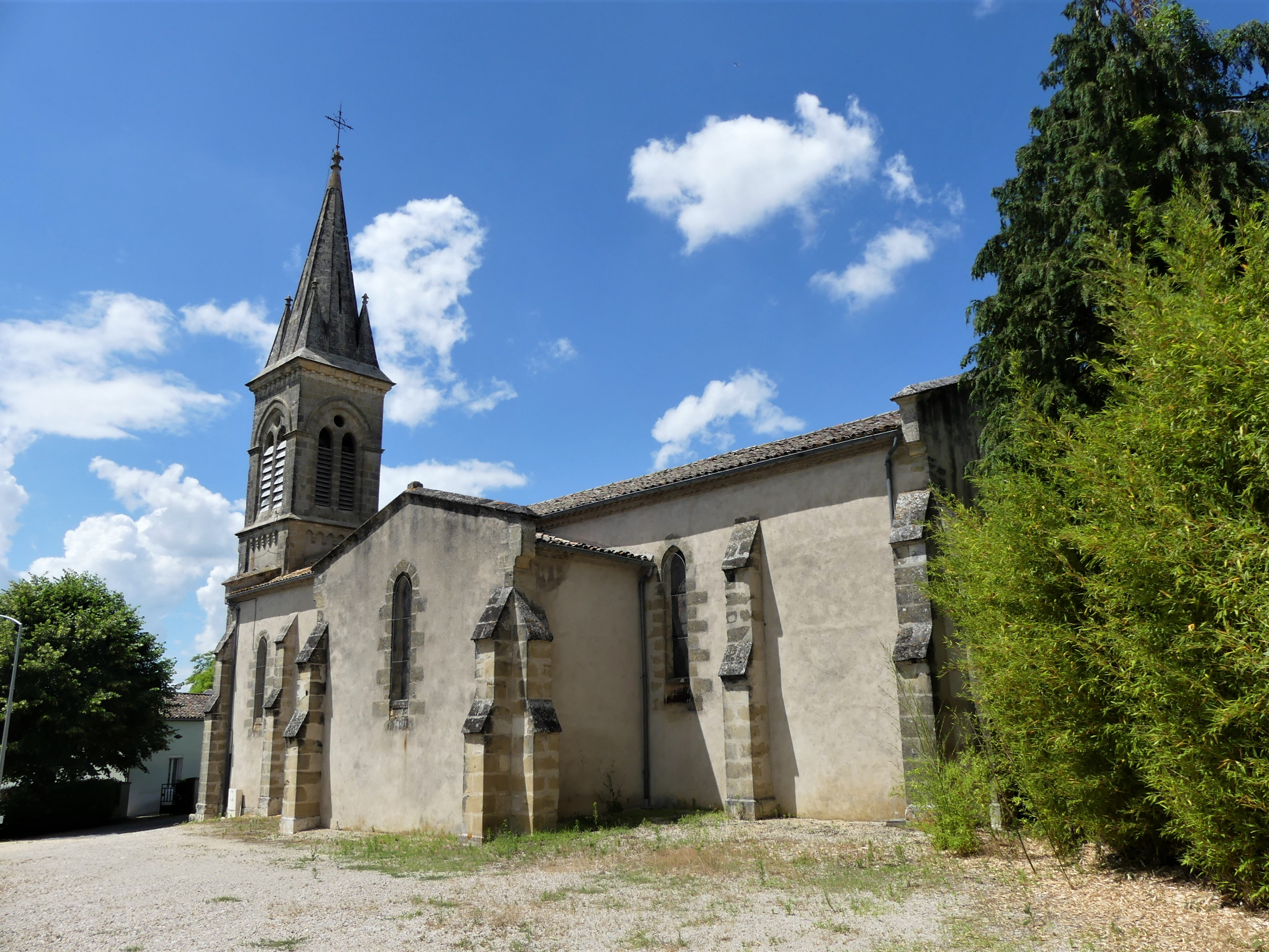
L'église Notre-Dame.
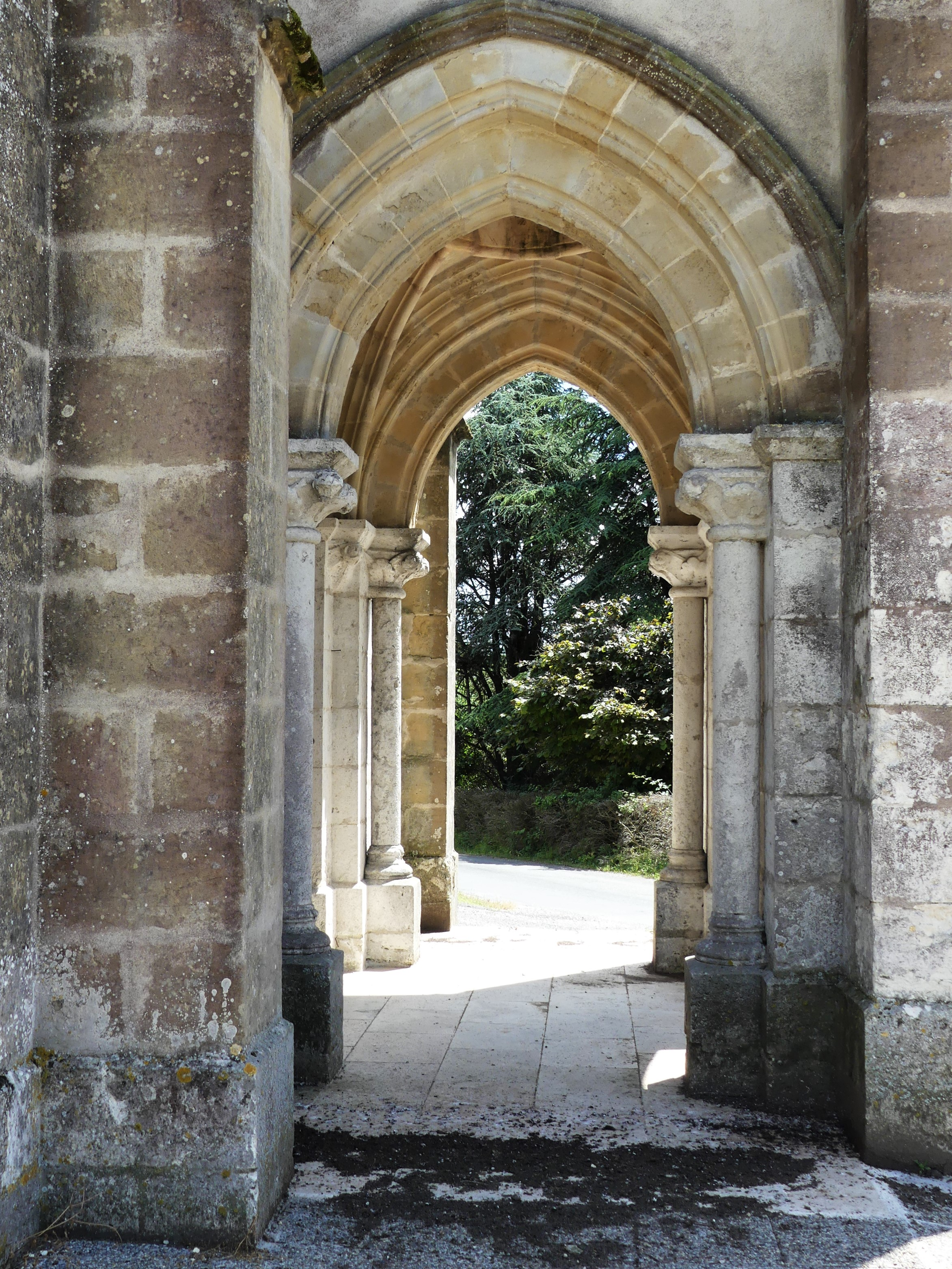
Son porche.
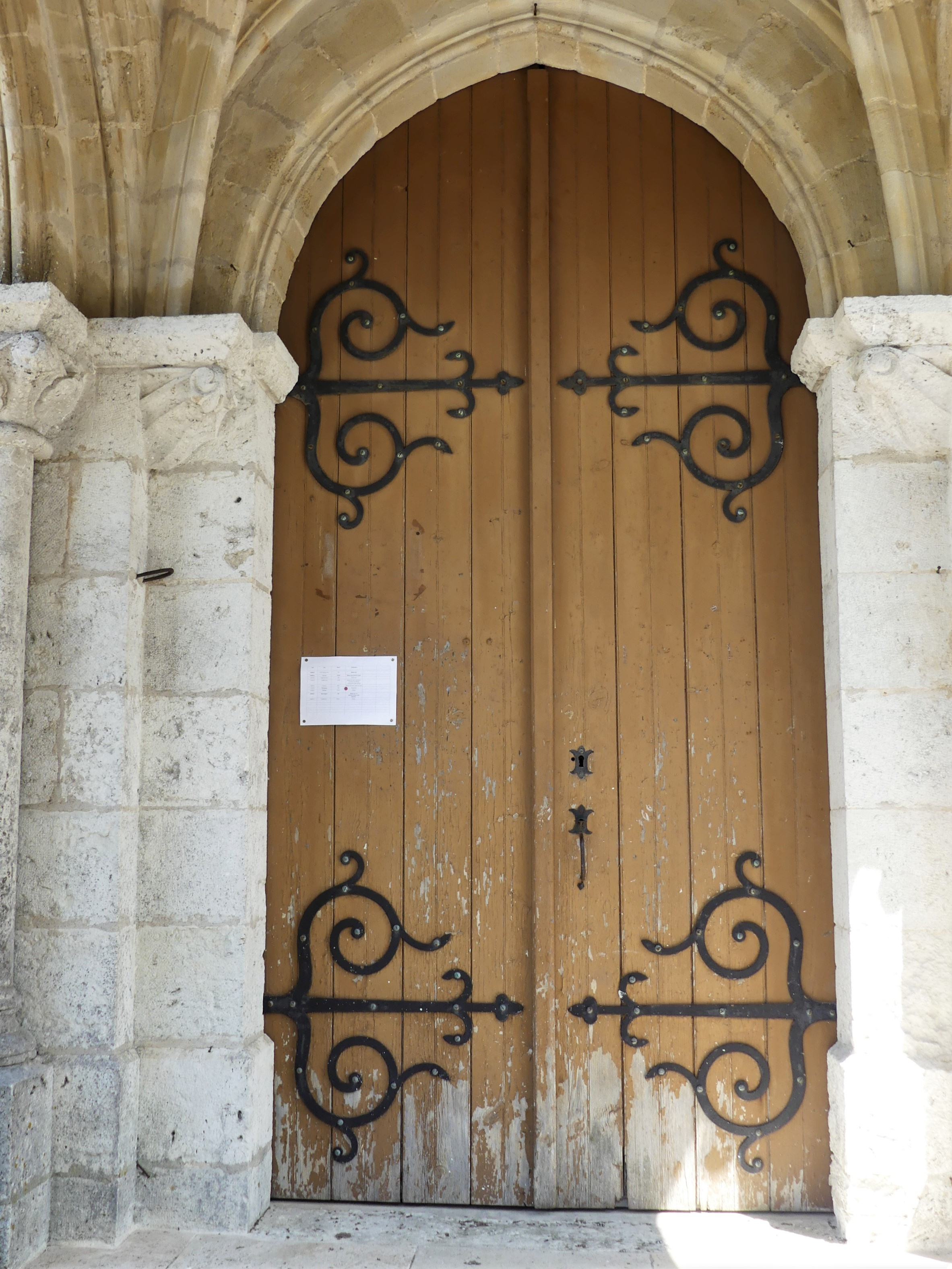
Son portail.
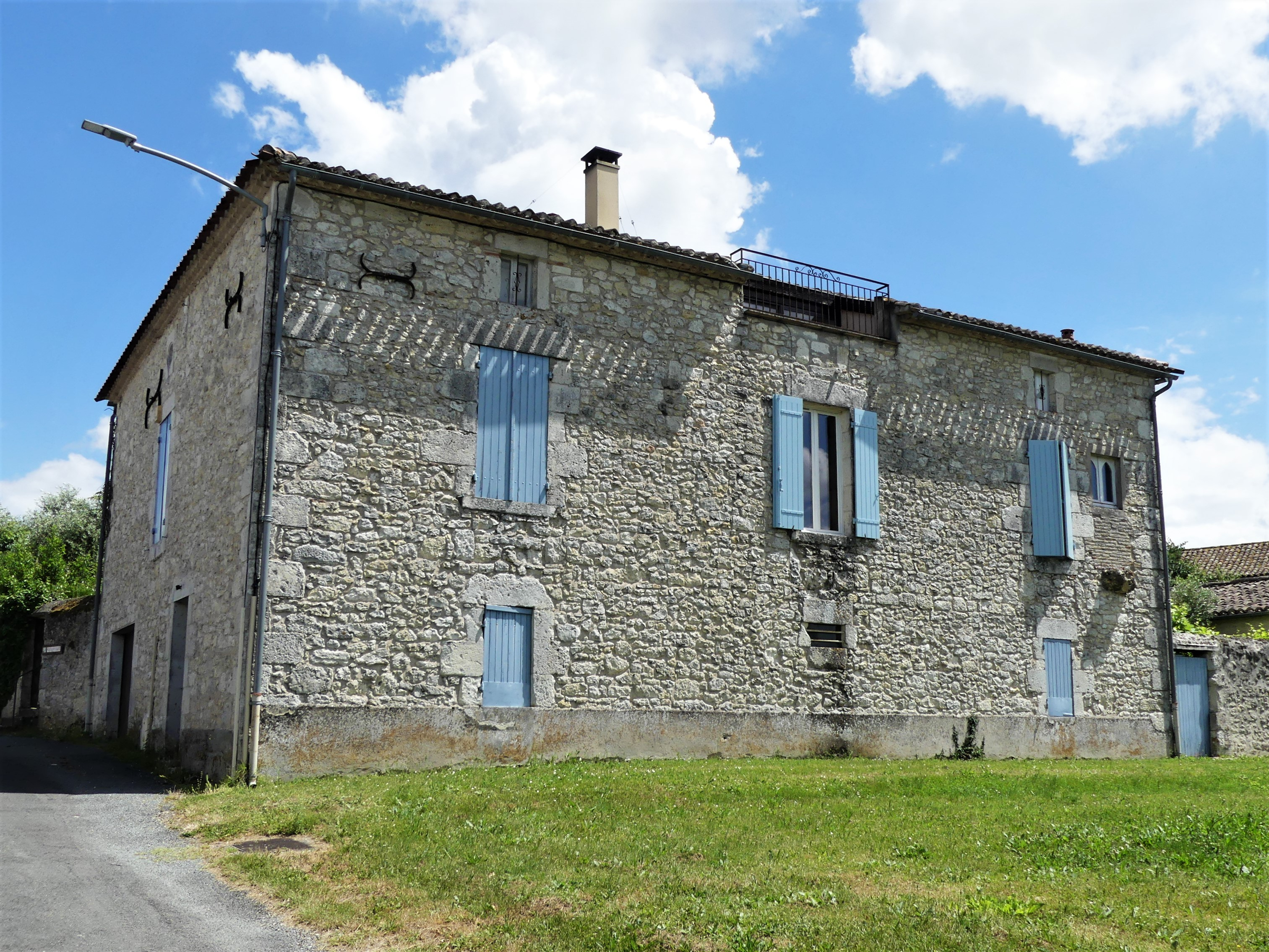
Le presbytère.
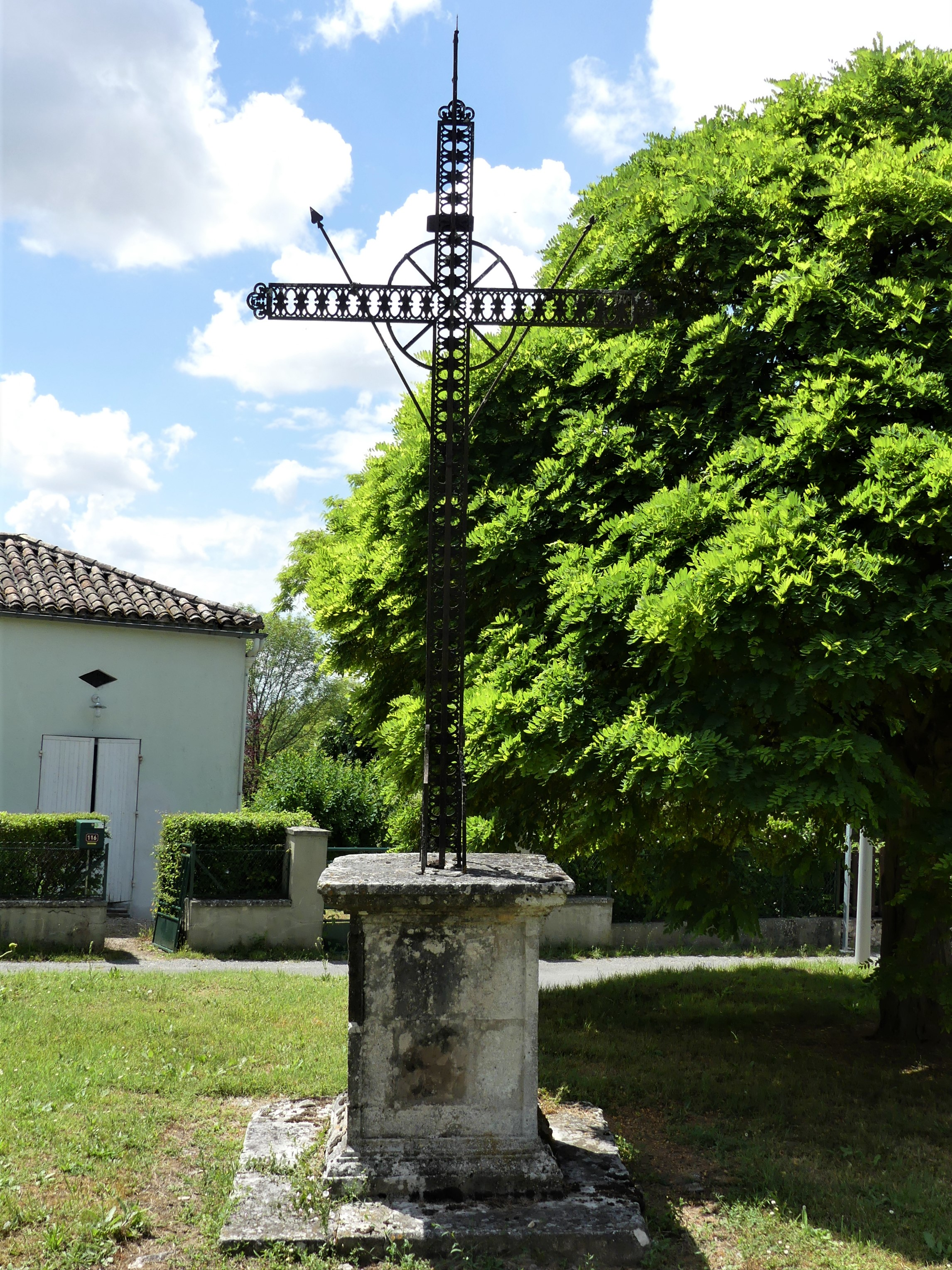
Croix à côté de l'église.
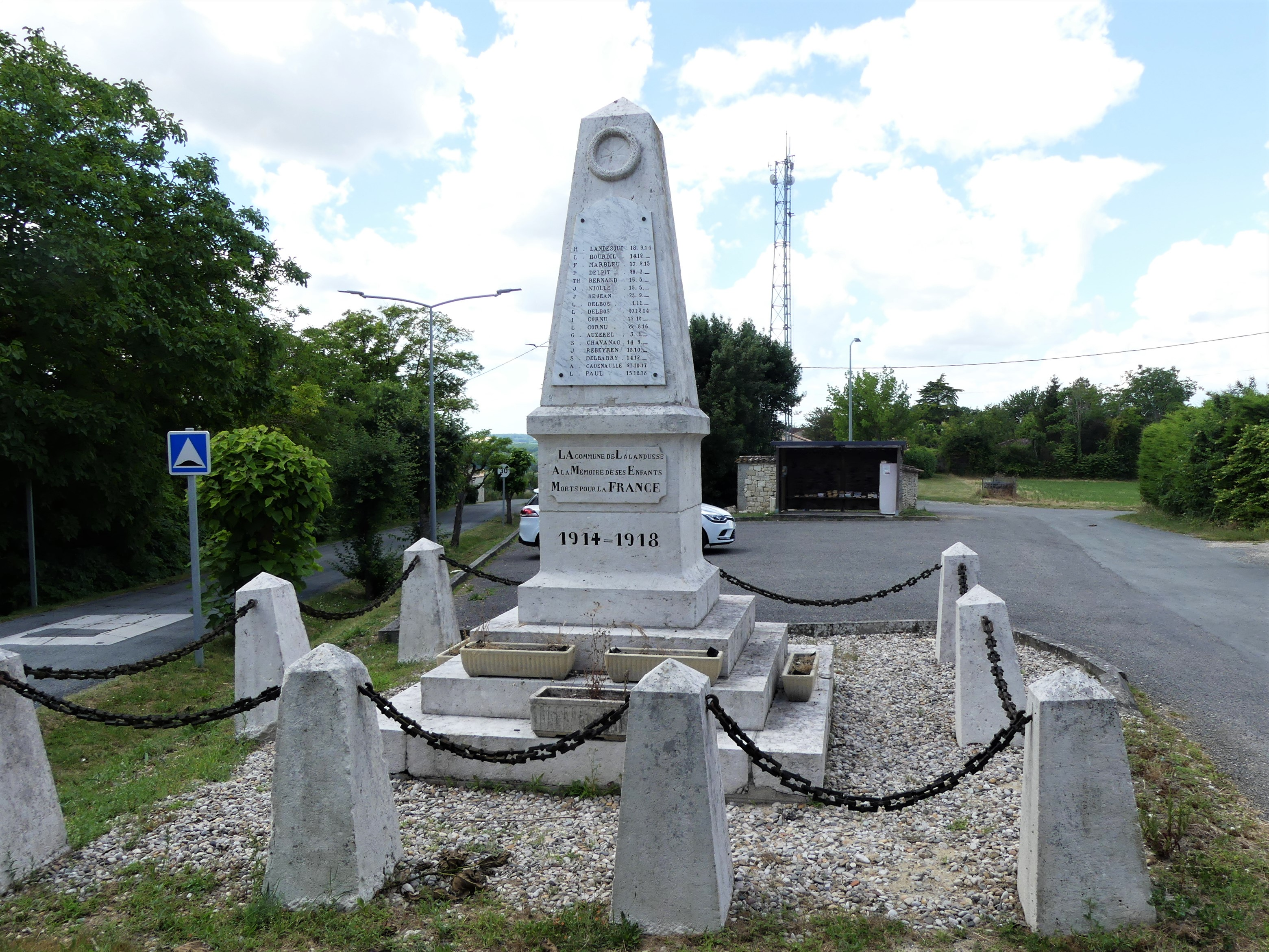
Le monument aux morts.
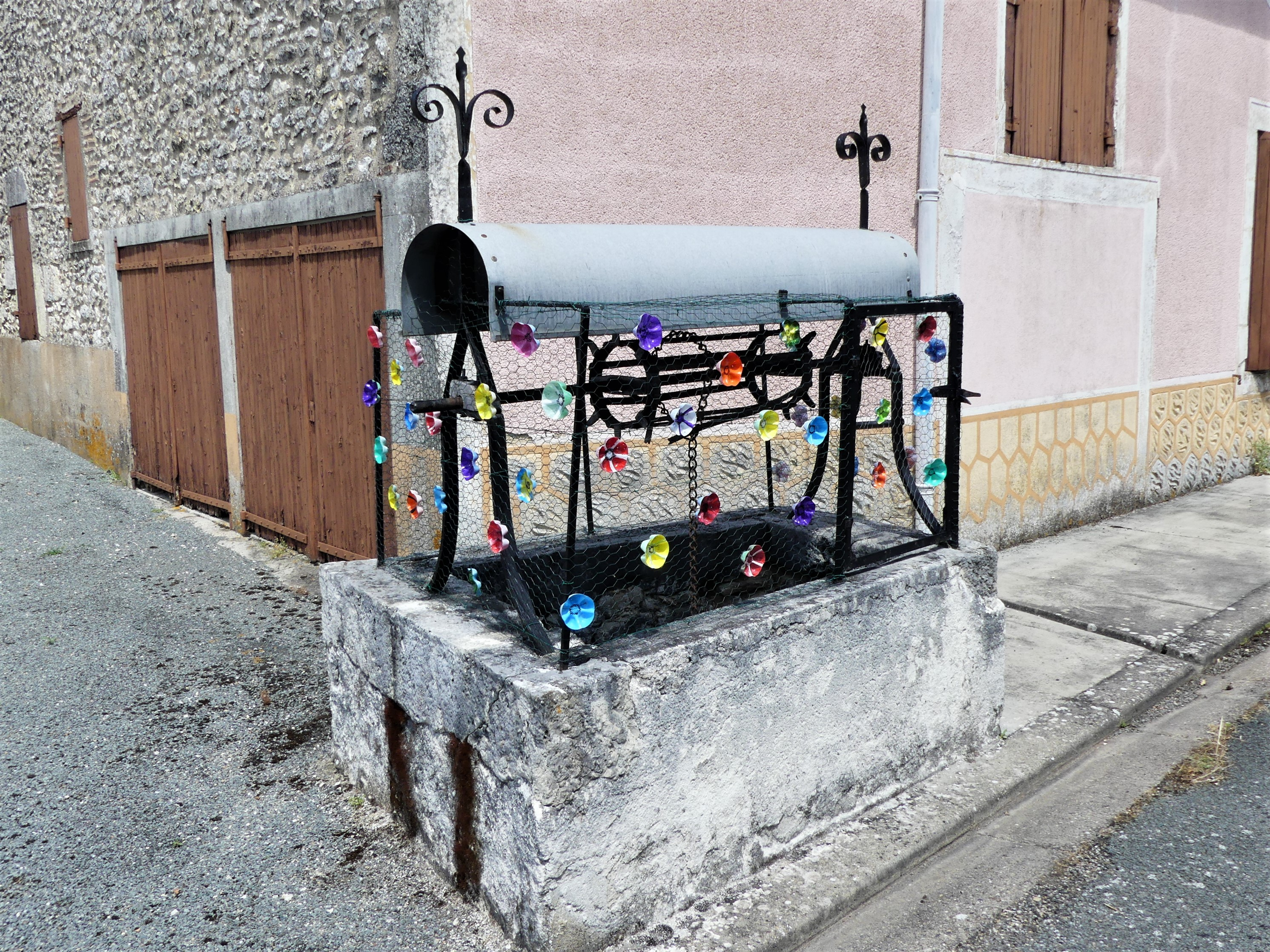
Puits dans le bourg.